# The Resistance: Rise of the Runaways
«The Resistance: Rise of the Runaways» (укр. Спротив: Повстання втікачів) — це другий студійний альбом американського пост-хардкор гурту Crown the Empire. Альбом вийшов 22 липня 2014 на лейблі Rise Records. Продюсером виступили Джої Стерджис та Ден Корнефф. Це перший альбом команди, в якому не виступає клавішник Остін Дункан, а також останній альбом, де виступає гітарист Беннет Вогельман, який пішов з гурту у 2015. Це також останній концептуальний альбом, який написала група. Сюжетно альбом продовжує історію їх першого повноформатного альбому «The Fallout». Дія відбувається через сотні років потому і продовжує історію втікачів, повстанців, які скидають пригноблюючі режими.

## Передумови та запис
Лейбл команди Rise Records оголосили, що запис альбому почнеться 3 січня 2014 року у студії в Мічигані, а спродюсує альбом Джої Стерджис. Наступного місяця гурт випустив тизер до своєї нової пісні, яка буде представлена в альбомі. Того ж місяця вони опублікували заяву, в якій йшлося, що вони закінчили запис барабанів і продовжують роботу з іншими інструментами, і також заявили, що продюсер Ден Корнефф також буде брати участь у продюсуванні гурту.

## Реліз та просування
Перший сингл з майбутнього альбому — «Initiation» був представлений 19 червня 2014, другий — «Bloodline» 27 червня 2014, а третій — «Rise of the Runaways» 3 липня 2014.
Альбом був офіційно анонсований групою 18 червня 2014 і отримав назву «The Resistance: Rise of the Runaways», дата виходу — 22 липня. Про це було повідомлено на офіційному YouTube-каналі Rise Records з тизер-трейлером, який, окрім назви, дати виходу та обкладинки альбому також містив тизер до треку з майбутнього альбому.
Після виходу альбому, гурт поїхав у турне, потягом жовтня та листопада, по Великій Британії на його підтримку, разом з The Ghost Inside та Secrets, а хедлайнером були Asking Alexandria .
Подарункове видання було представлено 30 жовтня 2015 і містило 2 нові пісні, 1 перезаписану та 1 акустичну версію пісень, що раніше вийшли на цьому альбомі пісень. Пісня «Prisoners of War» вийшла синглом та була представлена 8 вересня 2015 року.

## Комерційний успіх
У дебютний тиждень альбом було продано окладом понад 24000, тоді ж альбом посів 7-ме місце у Billboard 200. Він також дебютував на першому місці в рейтингу Top Rock Albums і Hard Rock Albums.

## Критика
Альбом отримав, загалом, позитивні відгуки від критиків.
Агрегатор рецензій Metacritic дав альбому 82 зі 100 балів на основі 4 професійних відгуків, посилаючись на «загальне визнання».
Огляд одного з критиків на сайті Alternative Press з оцінкою у чотири з половиною зірки зазначає: «Crown the Empire зробили крок вперед на великому шляху, і кожен аспект альбому став кращим, ніж їх повноформатний дебют».
В огляді на три половиною зірки з п'яти можливих на сайті AllMusic, критик Грегорі Хіні, заявляє, що «альбом є унікальною пропозицією серед нудного пост-хардкорного пейзажу».

## Список композицій
| #                         | Назва                          | Тривалість |
| ------------------------- | ------------------------------ | ---------- |
| 1.                        | «A Call to Arms (Act I)»       | 3:01       |
| 2.                        | «Initiation»                   | 4:40       |
| 3.                        | «Millennia»                    | 3:44       |
| 4.                        | «Machines»                     | 4:29       |
| 5.                        | «The Wolves of Paris (Act II)» | 1:42       |
| 6.                        | «MNSTR»                        | 3:29       |
| 7.                        | «Second Thoughts»              | 3:42       |
| 8.                        | «Maniacal Me»                  | 3:33       |
| 9.                        | «Satellites (Act III)»         | 2:07       |
| 10.                       | «Rise of the Runaways»         | 3:35       |
| 11.                       | «Bloodline»                    | 4:20       |
| 12.                       | «The Phoenix Reborn»           | 5:45       |
| 13.                       | «Johnny's Rebellion»           | 6:45       |
| Загальна тривалість 50:58 |                                |            |

| Подарункове видання       | Подарункове видання            | Подарункове видання |
| #                         | Назва                          | Тривалість          |
| ------------------------- | ------------------------------ | ------------------- |
| 14.                       | «Prisoners of War»             | 3:55                |
| 15.                       | «Cross Our Bones»              | 3:25                |
| 16.                       | «Machines» (перезаписана)      | 4:02                |
| 17.                       | «Millennia» (акустична версія) | 4:03                |
| Загальна тривалість 66:23 |                                |                     |

## Музичні кліпи
Гурт випустив 5 музичних кліпів на пісні з цього альбому, а саме:
- «Machines [Архівовано 12 червня 2021 у Wayback Machine.]»
- «Bloodline [Архівовано 16 травня 2021 у Wayback Machine.]»
- «Initiation [Архівовано 12 червня 2021 у Wayback Machine.]»
- «Prisoners of War [Архівовано 12 червня 2021 у Wayback Machine.]»
- «Cross Our Bones [Архівовано 12 червня 2021 у Wayback Machine.]»

## Учасники запису
Інформація про учасників запису запозичена з сайту AllMusic.
- Ендрю Рокхолд — головний вокал, клавішні
- Девід Ескамілла — вокал, гітара у пісні «Rise of the Runaways»
- Беннет Вогельман — соло-гітара, беквокал
- Брендон Гувер — ритм-гітара, беквокал
- Гайден Трі — бас-гітара
- Брент Тадді — ударні

### Запрошені музиканти
- Бейлі Крего з The White Noise — гітара
- Дейв Еггар — віолончель
- Рейчел Голаб — скрипка
- Чіп Ламберт — перкусія